# Horvathiniinae
Sous-famille
Les Horvathiniinae sont une sous-famille d'insectes hétéroptères (punaises) aquatiques de la famille des Belostomatidae.

## Caractéristiques
Les membres de cette sous-famille se caractérisent, au sein des Belostomatidae, par un front fortement courbé, les tibias postérieurs avec une projection postérieure bien visible, et la portion sclérotisée du phallosome s'étendant presque jusqu'à l'apex.
La forme de leur corps est ovoïde, aplatie dorso-ventralement et de couleur brune. 

## Répartition
Horvathinia est un genre du Sud de l'Amérique du Sud, tandis qu’Hydrocyrius et Limnogeton sont des genres africains.

## Biologie
On connaît mal la biologie de ces espèces. Horvathinia pelocoroides est une espèce très rarement observée. Comme tous les Belostomatidae, il s'agit d'espèces prédatrices. Limnogeton se nourrit exclusivement d'escargots aquatiques.

## Systématique
Cette sous-famille a été proposée par David R. Lauck (d) et Arnold S. Menke (d) en 1961 pour classer l'unique genre Horvathinia, surtout sur la base de la forme de ses antennes aux segments expansés, très différentes de celles des autres Belostomidae.
Dans leur révision de la famille des Belostomatidae de 2018 dans une perspective phylogénétique, Ribeiro et al. considèrent qu'Horvathinia est proche des genres Hydrocyrius et Limnogeton, sans toutefois considérer la nécessité de séparer cette sous-famille de celle des Belostomatinae. Schuh et Weirauch (2020) maintiennent la sous-famille en y réunissant les trois genres.
Ainsi définie, la sous-famille contient une dizaine d'espèces : cinq dans le genre Hydrocyrius, quatre dans le genre Limnogeton, et une ou deux dans le genre Horvathinia (presque toutes ayant été synonymisées).

### Étymologie
Le nom de ce taxon est basé sur celui de son genre-type, Horvathinia, lui-même donné en hommage à l'entomologiste et hétéroptériste hongrois Géza Horváth (1847-1937). 

## Liste des genres
Selon BioLib (23 octobre 2022) :
- genre Horvathinia Montandon, 1911

Selon Ribeiro et al. (2018) :
- genre Horvathinia Montandon, 1911
- genre Hydrocyrius Spinola, 1850
- genre Limnogeton Mayr, 1853

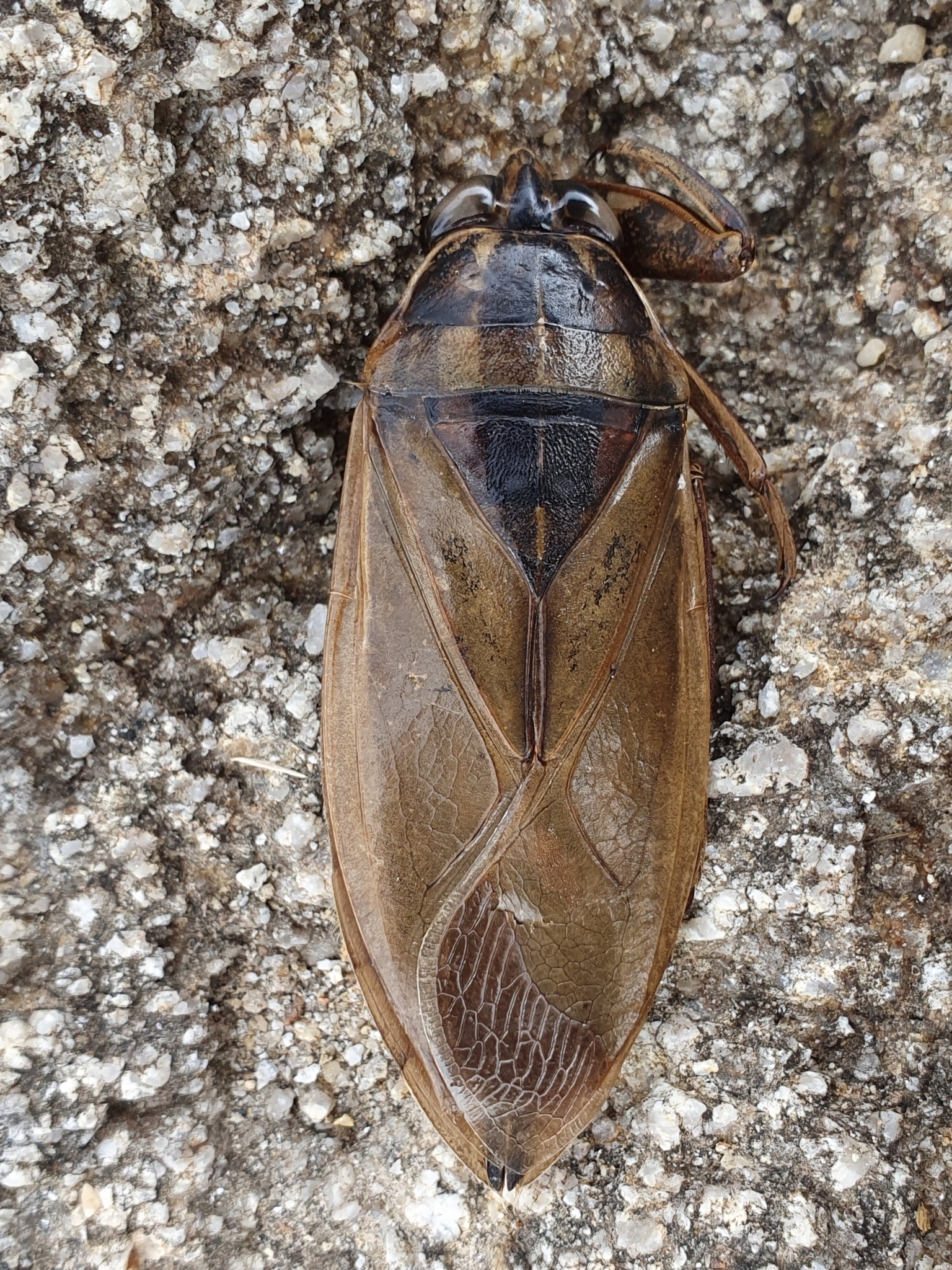
Hydrocyrius colombiae, d'Algérie
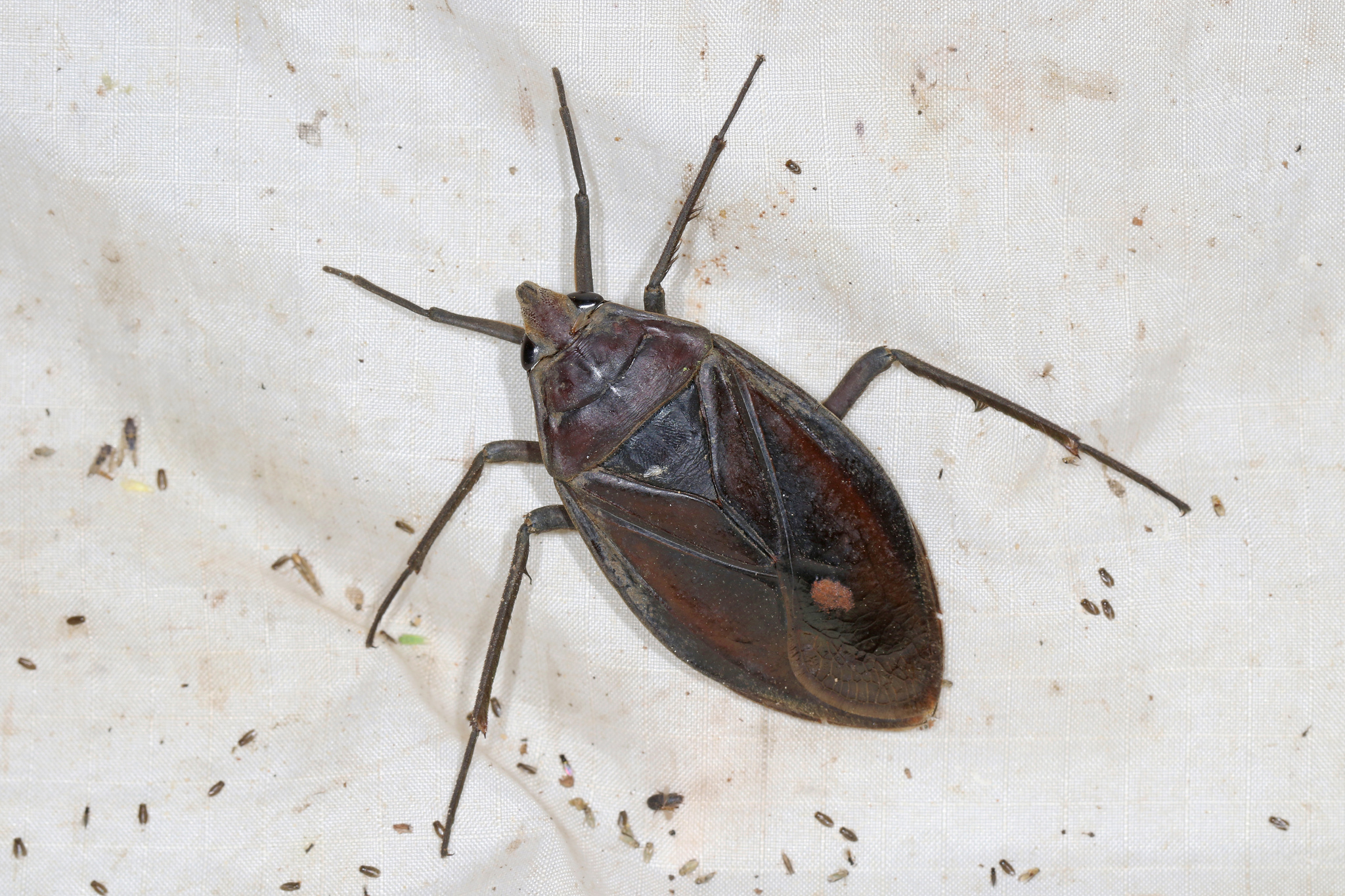
Limnogeton fieberi, du Mozambique